# Nguyễn Văn Hiền (tướng)
Nguyễn Văn Hiền (sinh ngày 22 tháng 2 năm 1967) là một tướng lĩnh Quân đội nhân dân Việt Nam, cấp bậc Thượng tướng. Ông hiện là Uỷ viên Ban Chấp hành Trung ương Đảng Cộng sản Việt Nam khóa XIII, Thứ trưởng Bộ Quốc phòng, nguyên Phó Bí thư Đảng ủy, nguyên Tư lệnh Quân chủng Phòng không - Không quân.

## Thân thế và sự nghiệp
Trung tướng Nguyễn Văn Hiền sinh năm 1967, quê quán xã Hoà Bình huyện Vũ Thư, tỉnh Thái Bình.

### Quân chủng Phòng không - Không quân
Năm 2016, ông được bổ nhiệm giữ chức Sư đoàn trưởng Sư đoàn Phòng không 365, Quân chủng Phòng không - Không quân.
Năm 2018, ông được bổ nhiệm giữ chức Phó Tư lệnh Quân chủng Phòng không - Không quân đồng thời được thăng quân hàm Thiếu tướng.
Tháng 6 năm 2020, ông chuyển sang làm Phó Tư lệnh-Tham mưu trưởng Quân chủng Phòng không - Không quân.
Ngày 30 tháng 01 năm 2021, Tại Đại hội đại biểu toàn quốc lần thứ XIII của Đảng, đồng chí được bầu là Ủy viên Ban Chấp hành Trung ương Đảng Cộng sản Việt Nam khoá XIII, nhiệm kỳ 2021-2026.
Ngày 19 tháng 05 năm 2023, Thủ tướng Phạm Minh Chính vừa ký Quyết định 529 bổ nhiệm Thiếu tướng Nguyễn Văn Hiền - Ủy viên Ban Chấp hành Trung ương Đảng, Phó Tư lệnh - Tham mưu trưởng Quân chủng Phòng không - Không quân, giữ chức Tư lệnh Quân chủng Phòng không – Không quân, Bộ Quốc phòng, đồng thời ông được Chủ tịch nước Võ Văn Thưởng quyết định thăng quân hàm Trung tướng.
Ngày 27 tháng 6 năm 2025 tại Quyết định số 1398/QĐ-TTg, Thủ tướng Chính phủ bổ nhiệm Trung tướng Nguyẽn Văn Hiền , Ủy viên Ban Chấp hành Trung ương Đảng, Tư lệnh Quân chủng Phòng không – Không quân giữ chức Thứ trưởng Bộ Quốc phòng. Quyết định này có hiệu lực kể từ ngày 27/6/2025.
Sáng ngày 14 tháng 07 năm 2025, tại Phủ Chủ tịch, Chủ tịch nước Lương Cường, Chủ tịch Hội đồng Quốc phòng và An ninh, Thống lĩnh các Lực lượng vũ trang nhân dân, chủ trì lễ công bố, trao quyết định thăng quân hàm từ cấp Trung Tướng lên cấp Thượng tướng đối với Thứ trưởng Bộ Quốc phòng Nguyễn Văn Hiền.

## Lịch sử thụ phong quân hàm
| Năm thụ phong | 2018        | 2023        | 2025         |
| ------------- | ----------- | ----------- | ------------ |
| Quân hàm      |             |             |              |
| Cấp bậc       | Thiếu tướng | Trung tướng | Thượng tướng |